# Otte Krumpen
Otte Krumpen (- 1569) var en dansk rigsmarsk. Han var søn af Jørgen Krumpen til Skøttrup og Anne Rosenkrantz. Krumpen var halvbror til den sidste katolske biskop af Børglum, Stygge Krumpen, og de var de sidste i den med ham selv uddøde adelsslægt Krumpen.
Otte Krumpen må have haft erfaring inden for militæret, idet han af Christian II i 1519, udnævnes som hærfører for den danske hær i krigen mod Sverige i 1520. Han besejrede Sten Sture i Slaget ved Bogesund (sv) og blev såret i Langfredagsslaget (sv) ved Uppsala. Han skrev desperate rapporter til kongen om de landsknægte, kongen havde hvervet til krigen, som ikke rettede sig efter hærførernes ordrer, men plyndrede og myrdede i flæng.
Han bar kronen ved Christian II´ kroning i Stockholm 1520, og modtog ridderslaget af kongens hånd efter kroningen.. Året efter blev han høvedsmand på Helsingborg og afværgede 1522 i denne stilling lybækkernes forsøg på landgang ved Råå. Han forlenedes nu med Tranekær. Under oprøret mod Christian II var han først neutral, men sluttede sig til Frederik 1. og optoges i rigsrådet. I 1529 ledsagede han den kommende Christian III på det, der skulle blive denne konges eneste rejse til Norge, Og han blev anvendt til diverse diplomatiske opgaver. Med megen dygtighed førte han 1525 et tog til Gotland, som han fratog Søren Norby.
Otte K. var overbevist gammelkatolsk og fulgte sit partis holdning under reformationens indmarch i Danmark. Under Grevens Fejde overgav han Tranekær uden modstand til grev Christoffers udsendinge og blev snart grevens lensmand på Ålholm. Han frygtede at miste sine ejendomme og forsøgte at klare sig igennem den uventede borgerkrig. Det lykkedes ikke. Han blev taget til fange alene til hest nær Ålholm slot og ført til Nykøbing F. Derfra førtes han som fange til først Lübeck, siden Mecklenburg. Her havde man samlet de under borgerkrigen tilfangetagne danske rigsråder. Imens blev hans ejendomme plyndret af oprørerne. Efter Københavns overgivelse til Christian III var Otte K. en af de første fire løsladte, men han måtte afgive sin post i rigsrådet og sine forleninger. Hans katolske overbevisning (og broderen, Vendelbobispen Stygge Krumpens opførsel under Grevefejden) gjorde ham umulig som politisk aktiv skikkelse.
Først i 1542 vendte vinden. Som den sidste katolske biskop blev Stykke Krumpen løsladt fra sit fængsel, og Otte Krumpen blev - som det sidste af de fra rigsrådet udstødte medlemmer - genoptaget i dette. I 1544 blev han forlenet med Hald under det gamle Viborg bispedømme. Han blev herved sin brors nabo (Stygge K. havde modtaget Asmild nonnekloster som len) og hjælper, ganske som han inddrog størsteparten af bispedømmets ejendomme under Hald.
I 1548 repræsenterede han Christian III ved dennes datter Annas bryllup i Sachsen, i 55 ved kongens søsterdatters bryllup i Mecklenburg. Samme år blev han endelig udnævnt til Rigens Marsk. Men nu var titlen mest af alt ceremoniel: i krig skulle han alene anføre de adelige ryttere. Trods titlen var han passiv under Ditmarskerlkrigen i 1559. Han blev snarere brugt til diplomatiske opgaver, som i Polen i 1557.
På grund af sin høje alder vægrede han sig under Syvårskrigen ved at føre hæren. Frederik II synes at have brugt ham som alsidig rådgiver, men hans bøn om at slippe for at gå i krig (og en lægeerklæring som understøttede hans bøn) stemte den nye unge konge uvenligt mod ham. Følgelig måtte han under krigen yde kongen store tvangslån. En måned før sin død blev han frataget Hald len.
Otte K. døde 1569 som den sidste af sin slægt, formentlig over 90 år gammel.
Indgik to barnløse, men ejendomsmæssigt særdeles fordelagtige ægteskaber: 1 Drude Krummedige (gift 1521, hun døde i 1555), 2 Anne Lykke, søster til Jørgen Lykke (gift 1557, hun overlevede ham).

## Otto Krumpen i litteraturen
Otto spiller en væsentlig rolle i Thit Jensens roman Stygge Krumpen, 1936. Og optræder i Maria Hellebergs roman Stormene, 2017,